# Carlo Saraceni

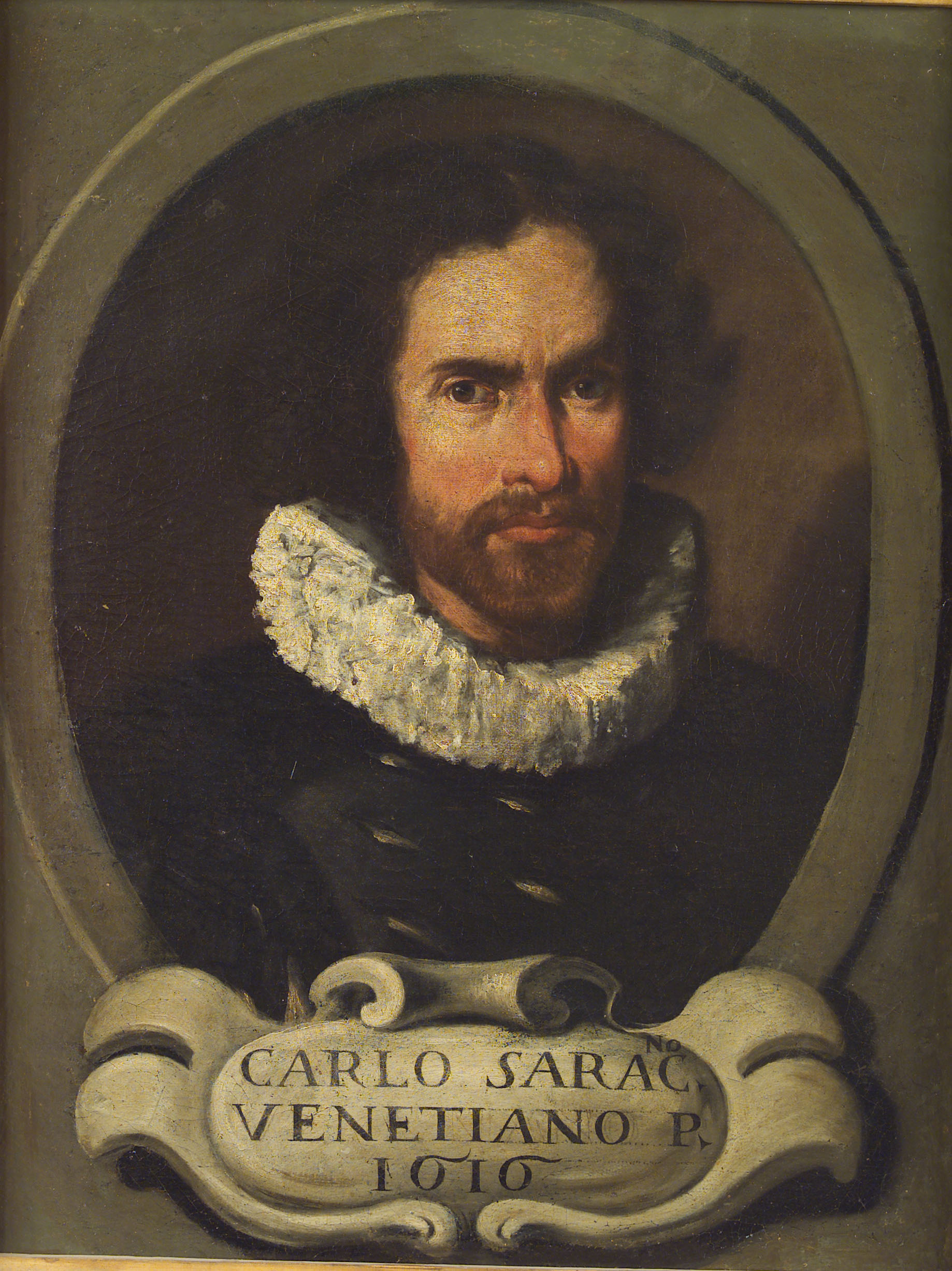
Carlo Saraceni, Autoritratto

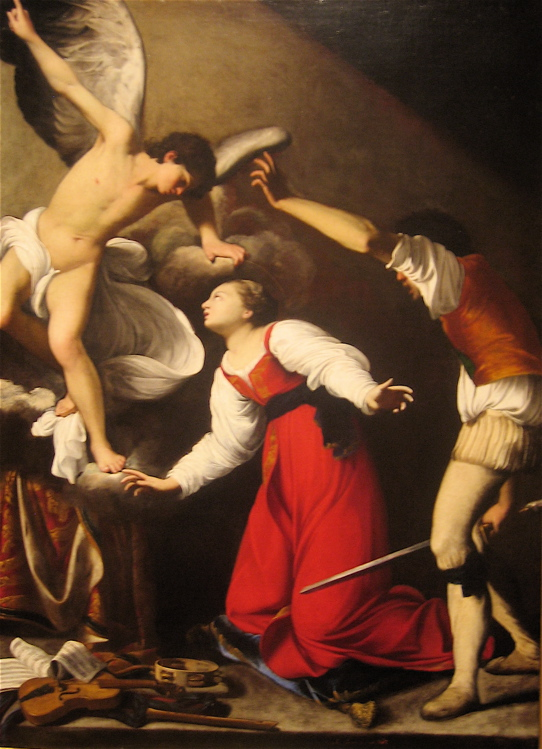
Carlo Saraceni, Martirio di santa Cecilia

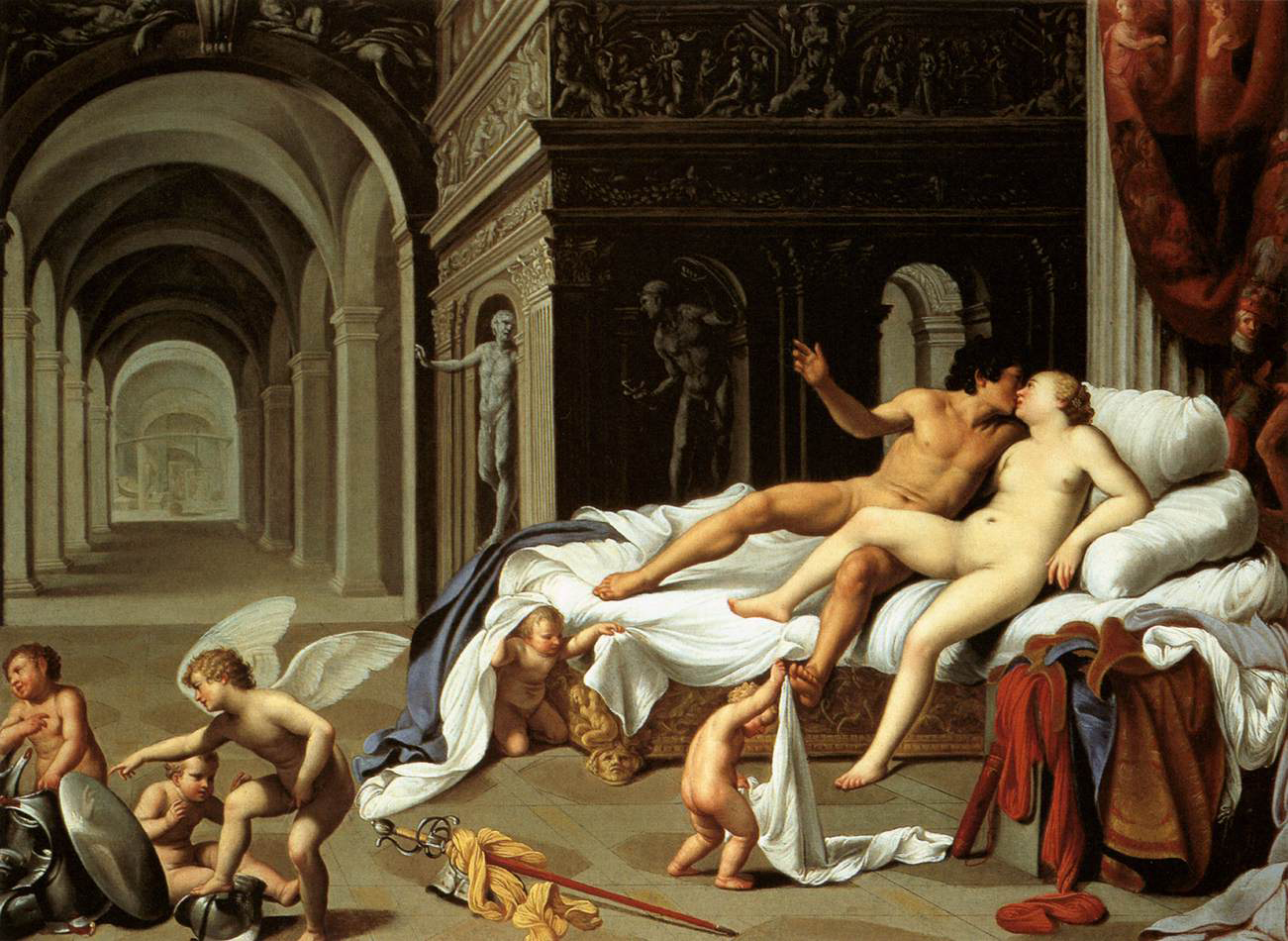
Carlo Saraceni, Marte e Venere

Carlo Saraceni, detto anche Carlo Veneziano (Venezia, 1579 circa – Venezia, 16 giugno 1620), è stato un pittore italiano. Fu uno dei primi seguaci del Caravaggio, di cui interpretò la pittura fondendola con un tonalismo di origine veneziana, definito da Longhi "Caravaggismo in chiave neo-giorgionesca".

## Biografia
Presente a Roma fin dal 1598, frequentò la bottega dello scultore veneziano Camillo Mariani e, subito dopo, quella del pittore tedesco Adam Elsheimer.
Per la chiesa trasteverina di Santa Maria della Scala dipinse il Transito della Vergine (tela portata a termine tra il 1609 e il 1610 e tuttora in loco), destinato a sostituire il dipinto del medesimo soggetto realizzato da Caravaggio e presto rimosso per lo scandalo suscitato dal crudo naturalismo della raffigurazione. Sempre a Roma, Saraceni prese parte nel 1616-1617 alla decorazione a fresco della sala regia del Quirinale (sotto le sue maestranze furono attivi diversi pittori come Alessandro Turchi e Marcantonio Bassetti) e ricevette commissioni di dipinti per le chiese: nel 1618 aveva già terminato le tele di Santa Maria dell'Anima, eseguite poco dopo quelle per San Lorenzo in Lucina (San Carlo porta in processione il chiodo della croce sempre del 1618). Una sua tela, il Martirio di Sant'Agapito, di cm 345x250 si trova esposta nel Duomo di Palestrina.
Nel 1620 ritornò a Venezia, dove lo seguì Jean Le Clerc, suo collaboratore, che terminò e firmò la grande tela per la Sala del Maggior Consiglio di Palazzo Ducale, Enrico Dandolo e i Capitani crociati prestano giuramento in San Marco prima della partenza, non finita dal Saraceni per il sopraggiungere della morte.
La pittura tarda del Caravaggio esercitò influssi positivi su quella dell'artista veneziano, specie nel secondo decennio del secolo quando, condizionata dall'antica ascendenza veneziana, svolse una sorta di caravaggismo tonale, temperato nei drammatici contrasti di luce e ombra dai larghi e dolci brani luminosi, come nel Riposo durante la fuga in Egitto (nell'eremo camaldolese di Frascati), nella Vergine col Bambino e Sant'Anna e nella Santa Cecilia e l'Angelo (nella Galleria Nazionale di Arte antica di Roma). Una pittura per certi aspetti parallela a quella di Orazio Gentileschi e che doveva esercitare una vasta influenza sui caravaggeschi posteriori, specialmente sugli olandesi.